# Vitsidtjärnen (Burträsks socken, Västerbotten)
Vitsidtjärnen är en sjö i Skellefteå kommun i Västerbotten och ingår i Bureälvens huvudavrinningsområde.